# ねぐせ。
ねぐせ。は、日本の男性4人組ロックバンド。2020年に名古屋で結成。
キャッチコピーは「名古屋発・笑顔がモットーの4ピースバンド」。

## メンバー
- りょたち（ギター・ボーカル）
- なおや（ギター）
- しょうと（ベース）
- なおと（ドラムス）

## 略歴

### 2020年 -
- 2020年
  - 8月 - 名古屋で結成。
  - 10月 - 活動開始。
  - 11月 - 初の有観客ライブに出演。
- 2021年
  - 2月7日 - 「でらロックフェスティバル2021」に初出演。[1]
  - 3月6日 - 「見放題 東京 2021」にて東京のライブに初出演。[2]
  - 4月17日 - 1stミニアルバム「ハッピーな暮らし」リリース。
  - 5月 - 「FREEDOM NAGOYA 2021 -EXPO-」への出場をかけたオーディションにて優勝。[3]
  - 6月19日 - 「FREEDOM NAGOYA 2021 -EXPO-」ボウリングSTAGEに初出演。
  - 7月11日 - 「渋谷JACK」に初出演。[4]
  - 8月8日 - 初のワンマンライブ「1year anniversary」を親栄ハートランドにて開催。
  - 9月19日 - 「TOKYO CALLING」下北沢Shangri-laに初出演。[5]
  - 10月13日 - 2ndミニアルバム「スペースシャトルで君の家まで」リリース。
- 2022年
  - 1月21日 - 2YOU MAGAZINEの15周年を記念したイベント「IF I FELL」にKALMAとともに出演。
  - 6月8日 - 配信シングル「ベイベイベイビー！」リリース。
  - 7月27日 - 配信シングル「グッドな音楽を」リリース。
  - 9月14日 - 3rdミニアルバム「ワンダーランドに愛情を！」リリース。
  - 10月 - 東名阪ライブハウスツアー「ファストパスでワンダーランドツアー」を開催。
  - 11月 - 初の東京ワンマンライブを恵比寿リキッドルームで開催。
  - 11月 - 「グッドな音楽を」が「TikTok流行語大賞2022」30選にノミネート。
  - 12月 - COUNT DOWN JAPAN、RADIO CRAZY、MERRY ROCK PARADEなど各地大型ロックフェスに出演し、全ステージで入場規制。
- 2023年
  - 4月12日 - 配信シングル「愛してみてよ減るもんじゃないし」リリース。
  - 6月 - 初の東名阪ワンマンツアー「お金は減っても愛増やします！」開催。
  - 7月 - 東名阪ワンマンツアー追加公演「お金は減っても、もっと愛増やします！」開催。
  - 9月27日 - 配信シングル「タイムマシンにのって」リリース。
  - 10月25日 - 配信シングル「サンデイモーニング」リリース。
  - 10月 - 全国９公演を巡る対バンツアー「NEGUSE.TOUR 2023 "BAND TO THE FUTURE”」開催。
  - 12月31日 - 「COUNTDOWN JAPAN 23/24」に出演。GALAXY STAGEのカウントダウンアクトを務めた。
- 2024年
  - 2月14日 - 1stフルアルバム「ファンタジーな祝日を!!!」リリース。
  - 2月 - 全国ワンマンツアー「FANと！FUNする！FANTASYツアー！2024」開催。
  - 3月20日 - 配信シングル「めちゃくちゃ好きな人を愛すように世界を愛して！」リリース。
  - 4月 - JAPAN JAM、VIVA LA ROCKなどロックフェスにて、メインステージを務める。
  - 5月14日 - 「ずっと好きだから」「夏の高校野球応援ソング／「熱闘甲子園」テーマソング」に決定。
  - 6月13日 - 初の日本武道館単独公演「ファンタジークライマックス」を開催。
  - 10月 - 全国10都市13か所を回る全国ツアー「NEGUSE.“RINGER'S TOUR”2024」を開催。
- 2025年

## ディスコグラフィ

### シングル・EP
配信シングル
| 発売日         | タイトル                                      | 収録CD                  |
| -------------- | --------------------------------------------- | ----------------------- |
| 2022年6月8日   | ベイベイベイビー！                            |                         |
| 2022年7月27日  | グッドな音楽を                                | ファンタジーな祝日を!!! |
| 2023年4月17日  | 愛してみてよ減るもんじゃないし                | ファンタジーな祝日を!!! |
| 2023年9月27日  | タイムマシンにのって                          | ファンタジーな祝日を!!! |
| 2023年10月25日 | サンデイモーニング                            | ファンタジーな祝日を!!! |
| 2024年3月20日  | めちゃくちゃ好きな人を愛すように世界を愛して! | 愛と哀のファイト!       |
| 2024年6月7日   | ずっと好きだから                              | 愛と哀のファイト!       |
| 2025年1月12日  | アタシのドレス                                | アタシのドレス          |
| 2025年4月11日  | キスがしたい                                  |                         |
| 2025年6月18日  | 織姫とBABY feat. 汐れいら                     |                         |

EP

### アルバム
ミニアルバム
フルアルバム

## タイアップ一覧
| 使用年 | 曲名                                          | タイアップ                                                                 |
| ------ | --------------------------------------------- | -------------------------------------------------------------------------- |
| 2023年 | サンデイモーニング                            | 映画『人生に詰んだ元アイドルは、赤の他人のおっさんと住む選択をした』主題歌 |
| 2024年 | あの娘の胸に飛びこんで!                       | リクルート「タウンワーク」Web CMソング                                     |
| 2024年 | めちゃくちゃ好きな人を愛すように世界を愛して! | テレビ東京系ドラマ25『これから配信はじめます』主題歌                       |
| 2024年 | めちゃくちゃ好きな人を愛すように世界を愛して! | ライブコミュニケーションアプリ「Pococha」TV CMソング                       |
| 2024年 | ずっと好きだから                              | ABCテレビ・テレビ朝日系『2024 ABC夏の高校野球応援ソング』                  |
| 2024年 | ずっと好きだから                              | ABCテレビ・テレビ朝日系『熱闘甲子園』テーマソング                          |
| 2024年 | タイムマシンにのって                          | ハートアップ「見えるヨロコビ」篇 TVCMソング                                |
| 2025年 | アタシのドレス                                | テレビアニメ『メダリスト』エンディングテーマ                               |
| 2025年 | アタシのドレス                                | リクルート「タウンワークでバイトはじめました『はじまりの予感』篇」CMソング |
| 2025年 | 愛のサブスク                                  | ハートアップ「見えるヨロコビ」篇 CMソング                                  |
| 2025年 | 織姫とBABY feat. 汐れいら                     | テレビ朝日系『あざとくて何が悪いの?』7月クール エンディングテーマ          |

## ライブ
| 日程          | 種別           | タイトル                       | 会場・備考 |
| ------------- | -------------- | ------------------------------ | ---------- |
| 2024年6月13日 | ワンマンライブ | 「ファンタジークライマックス」 | 日本武道館 |